# Jeffrey L. Bannister

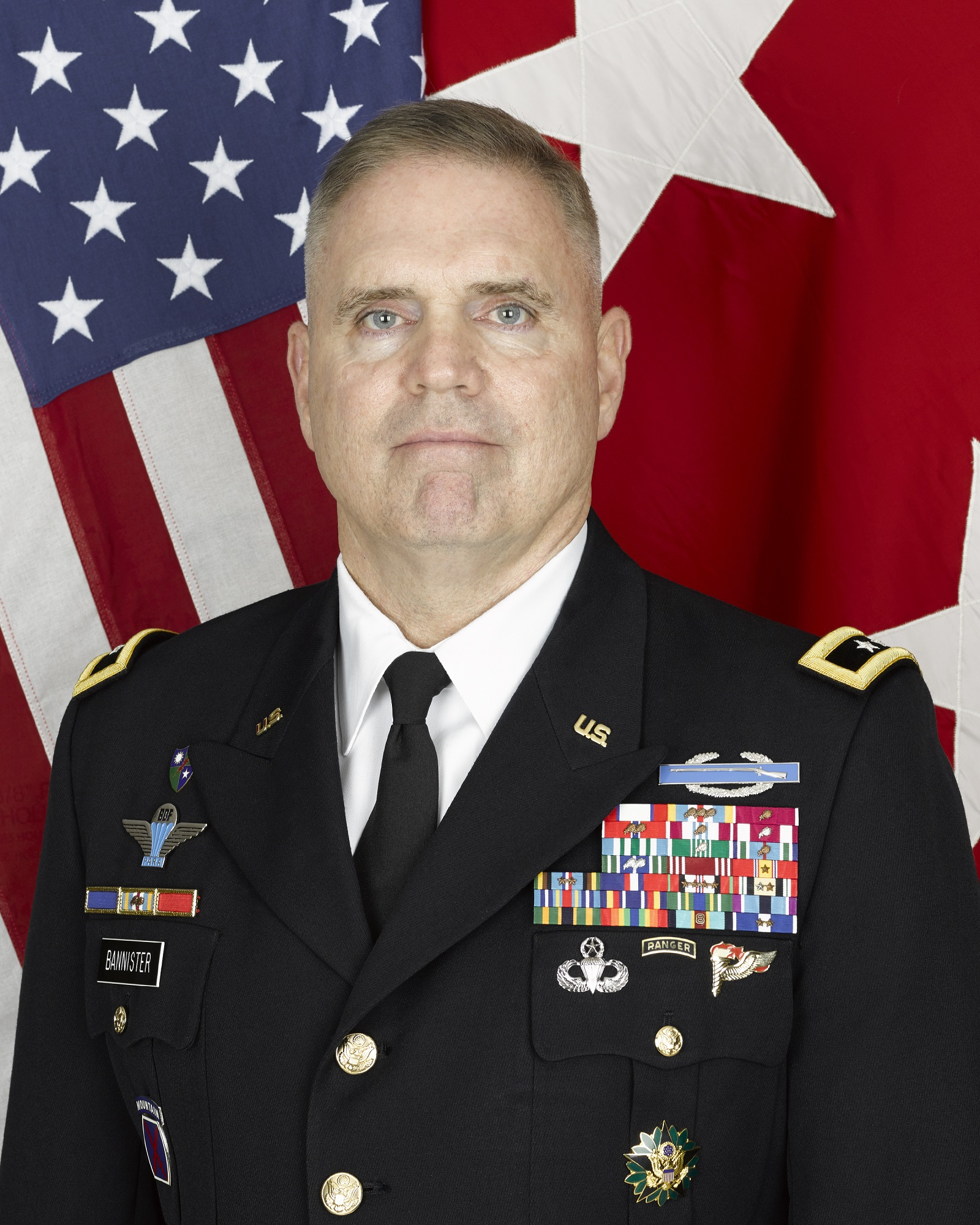
Jeffrey Bannister (2018)

Jeffrey L. Bannister (* 7. April 1961 in Coalinga, Kalifornien; † 27. Mai 2018 in Lexington, South Carolina) war ein Generalmajor der United States Army. Er kommandierte unter anderem die 10. Gebirgsdivision.
Jeffrey Bannister wurde in Kalifornien geboren, wuchs aber in Georgia auf, wo er in Lindale im Floyd County die High School absolvierte. Über das ROTC-Programm der Campbell University in North Carolina gelangte er im Jahr 1984 in das Offizierskorps des US-Heeres. Dort wurde er als Leutnant der Infanterie zugeteilt. Zuvor hatte er ab 1979 bereits drei Jahre lang als einfacher Soldat bei der 82. Luftlandedivision gedient. In der Armee durchlief er anschließend alle Offiziersränge bis zum Generalmajor.
Im Lauf seiner militärischen Karriere absolvierte er verschiedene Kurse und Schulungen. Dazu gehörten unter anderem der Infantry Officer Basic Course, der Infantry Officer Advanced Course, das Command and General Staff College und das National War College. In seinen jüngeren Jahren absolvierte er den für Offiziere in den niederen Rangstufen üblichen Dienst in verschiedenen Einheiten und Standorten. Im Lauf seiner Militärzeit kommandierte er Einheiten auf fast allen militärischen Ebenen bis hin zum Divisionskommandeur.
Jeffrey Bannister war 1999 an der KFOR-Misson und 2001 an der Operation Essential Harvest, einer NATO-Mission in Nordmazedonien, sowie am Irakkrieg beteiligt. Er war unter anderem in Deutschland stationiert, wo er Bataillonskommandeur in einem Regiment der 1. Panzerdivision war. Später übernahm er weitere Kommandos in den Vereinigten Staaten und bekleidete einige Aufgaben als Stabsoffizier. Unter anderem war er in den Jahren 2009 bis 2011 stellvertretender Kommandeur der 10. Gebirgsdivision. Im März 2015 übernahm er das Kommando über diese Division als Nachfolger von Stephen J. Townsend. Dieses Kommando hatte er bis zum April 2017 inne. Dabei war er auch öfter in Afghanistan, da Teile seiner Einheit dort eingesetzt waren. Danach wurde er als Stabsoffizier zum United States Central Command versetzt. Dort bereitete er sich auf seinen bevorstehenden Eintritt in den Ruhestand vor. Am 27. Mai 2018 erlitt er während eines Urlaubs bei einem Lauf um einen See bei Lexington einen tödlichen Herzanfall. Der mit Trese LaCamera verheiratete Offizier wurde auf dem Nationalfriedhof Arlington beigesetzt.

## Orden und Auszeichnungen
Jeffrey Bannister erhielt im Lauf seiner militärischen Laufbahn unter anderem folgende Auszeichnungen:
- Army Distinguished Service Medal
- Defense Superior Service Medal
- Legion of Merit
- Bronze Star Medal
- Defense Meritorious Service Medal
- Meritorious Service Medal
- Joint Service Commendation Medal
- Army Commendation Medal
- Joint Service Achievement Medal
- Army Achievement Medal
- Combat Infantryman Badge